# Belgisch Centrum voor Farmacotherapeutische Informatie
Het Belgisch Centrum voor Farmacotherapeutische Informatie (BCFI) is een vzw die onafhankelijke, objectieve en op evidentie gebaseerde informatie biedt over geneesmiddelen aan artsen, apothekers en andere zorgverleners.
Het BCFI werd opgericht in 1971 en is sinds 1974 officieel erkend door de Belgische overheid, sedert 1998 wordt ook informatie verspreid voor dierenartsen. Sinds de officiële erkenning wordt het uitsluitend gesubsidieerd door de overheid, in hoofdzaak via een jaarlijkse toelage van het Federaal Agentschap voor Geneesmiddelen en Gezondheidsproducten (FAGG).

## Publicaties
In 1977 werd het eerste Gecommentarieerd Geneesmiddelenrepertorium gepubliceerd, waarvan elk jaar een geactualiseerde versie uitkomt. Het Repertorium biedt essentiële informatie over geneesmiddelen en heeft de plaats van een referentiewerk verworven bij Belgische artsen en apothekers. De informatie in het Repertorium is zowel inhoudelijk sturend als administratief van aard. Het Repertorium is sinds 2000 ook online raadpleegbaar via de website, en sinds 2014 via de Repertorium-app.
Sedert zijn oprichting publiceert het BCFI de Folia Pharmacotherapeutica, een maandelijks tijdschrift over geneesmiddelen.
De Transparantiefiches worden sinds 2003 ook door het BCFI gepubliceerd. Deze fiches vergelijken de verschillende bestaande behandelingsopties voor een specifieke pathologie met elkaar, zowel naar werkzaamheid als naar veiligheid en prijs.
De redactieraad streeft naar onafhankelijke informatie die vooral kadert in evidence-based medicine.
Sinds 2019 biedt het BCFI ook e-learnings aan voor zorgverleners via het platform Auditorium.

## Andere activiteiten
Het BCFI is, samen met het FAGG, het RIZIV, de FOD Volksgezondheid, de FOD Economie, het APB, eHealth en Smals, een van de partners die samenwerken aan de authentieke bron geneesmiddelen (SAM). Dit is de referentiedatabank over de geneesmiddelen die door de bevoegde instanties inzake geneesmiddelen ter beschikking gesteld wordt.
Sinds 1998 verspreidt het BCFI ook informatie over geneesmiddelen voor diergeneeskundig gebruik, bestemd voor dierenartsen en apothekers.